# Hunenborg
De Hunenborg is een ringwalburg langs het Kanaal Almelo-Nordhorn bij Volthe in de gemeente Dinkelland in Overijssel. Het geheel bestaat uit de beboste restanten van een hoofdburcht en een voorburcht die nauwelijks nog zichtbaar is.
Nadat de grond van de Hunenborg was geschonken aan de in 1905 opgerichte Vereniging Oudheidkamer Twente, werd er van 19 juni tot 8 juli 1916 onder leiding van de archeoloog Jan Hendrik Holwerda onderzoek gedaan in de vorm van opgravingen. Deze vonden voornamelijk plaats in het gedeelte van het terrein dat de grote of hoge burg genoemd wordt. Naast de grote burg is er op de Hunenborg ook nog een kleine of lage burg.
Het 5 hectare grote gebied is sinds 1968 in beheer bij Landschap Overijssel. De begroeiing met onder andere zware bomen zal mogelijk verwijderd worden om verdere schade aan het archeologisch bodemarchief tegen te gaan.
In 2016 is het terrein nogmaals archeologisch onderzocht. Dat leverde informatie op die leidde tot een datering van rond 1050. Deze datering maakt dat er drie mogelijke opdrachtgevers zijn voor de bouw van de versterking: de keizer van het Heilige Roomse Rijk, de graaf van Twente en de bisschop van Utrecht. De laatstgenoemde lijkt de meest waarschijnlijke kandidaat.

## Archeologisch onderzoek 1916
De hoge burg is een ovaalvormig terrein van circa 100 bij 150 meter met een gracht eromheen. Aan de buitenkant van de gracht bevindt zich een kleine verhoging, aan de binnenkant is een aarden wal opgeworpen.

### Wal
De aarden wal bleek bij het onderzoek in 1916 te bestaan uit een kern van circa 130 centimeter hoog gestapelde heiplaggen met daaroverheen een laag zand, de wal was circa 3 meter breed en 2 meter hoog. Tussen de aarde wal en de gracht stond een houten palissade. Het zand van de wal lag tot aan de palissaden, deze waren mogelijk zo'n 3 meter hoog. Tussen de hoge en lage burg was een opening in de palissaden. Ook lag hier een dam in de gracht, deze dam heeft hier vanaf de aanleg gelegen. Recht tegenover deze opening was een andere opening in de hoge burg, de hoofdingang, welke in het zuiden lag. De opening naar de lage burg is opmerkelijk, omdat deze slechts omringd werd door een lage wal en gracht.

### Steenbouw
Bij de zuidelijke hoofdingang zijn in de burcht de restanten van een stenen gebouw gevonden. Dorpsbewoners wisten begin 20e eeuw te melden dat er nog aan het eind van de 19e eeuw veel stenen van het terrein werden verzameld om te worden hergebruikt. Het stenen gebouw had een oppervlakte van ongeveer 16,80 bij 12,70 meter, buiten de muren gemeten. Aan de zuidkant was er een kleine aanbouw over de gehele lengte, deze aanbouw was in tweeën gesplitst door een binnenmuur. Aan de oostkant van het gebouw was een dubbele muur met wederom een aanbouw van 10,40 bij 8,40 meter, om deze aanbouw was nog een ronde muur gelegen. De fundamenten van het hoofdgebouw waren 180 tot 200 centimeter breed, die van de aanbouwen 140 tot 160 centimeter. Er is een restant van de muur gevonden, dit restant bevond zich aan de rand van het fundament, wat er op zou kunnen wijzen dat de muren bijna even breed waren als de fundamenten. De muur was opgetrokken uit een dubbele muur van Bentheimer zandsteen en ruwe keien met daartussen een vulling van brokken kalksteen. De afgeronde kanten van het gebouw voegden zich naar de omwalling. En, net als bij de rest van de burg, was rond het gebouw de grond 10-15 centimeter opgehoogd. Dit wijst erop dat het gebouw gelijktijdig met de rest van de burg aangelegd is.

### Hout- en leembouw
Aan de westzijde van de burg zijn restanten van een houten gebouw, van circa 6 bij 8 meter, met ingang teruggevonden. Een aantal meter zuidelijk van dit gebouw zijn funderingen van 3 bij 4 meter aangetroffen en veel leem, dit werd geduid als de plaats van een lemen gebouwtje. Vooral in de zuidoosthoek van dit gebouwtje kwamen sporen van brand, houtskool en scherven tevoorschijn. Ook op een enkele meters verder gelegen steen werden brandsporen aangetroffen. Verder vond de archeoloog er een gat met brandresten en scherven, over dit gat lagen afdekstenen.

## Vondsten
Binnen de omwalling werden aardewerkresten van het Pingsdorf-type, uit de tweede helft van de negende eeuw en later gevonden. Het meeste aardewerk bestond echter uit kogelpotten uit de latere Saksische periode. Verder zijn er een drietal waarschijnlijk laat-Karolingische kogelpotten, 10e-eeuwse kanfragmenten en diverse ijzeren voorwerpen aangetroffen.